# جوديث كاي
جوديث كاي (بالإنجليزية: Judith Kaye)‏ هي قاضية ومحامية أمريكية، ولدت في 4 أغسطس 1938 في مونتيسيلو في الولايات المتحدة، وتوفيت في 7 يناير 2016 في مانهاتن في الولايات المتحدة بسبب سرطان الرئة.

## وصلات خارجية
- جوديث كاي على موقع إن إن دي بي (الإنجليزية)